# Maria Lundqvist (fotbollsspelare)
Maria Lundqvist, född 1 januari 1989, är en svensk före detta fotbollsspelare (försvarare).
Lundqvists moderklubb är Umedalens IF. Hon blev säsongen 2007 värvad till Umeå Södra FF, som gick upp i Allsvenskan 2008.